# その男ヴァン・ダム
『その男ヴァン・ダム』（原題：JCVD）は、2008年のベルギー・ルクセンブルク・フランスの合作映画。自虐的コメディを題材とする。

## 概要
マブルク・エル・メクリ監督、ジャン＝クロード・ヴァン・ダム主演作品。あえてハリウッド映画でないのがミソであり、ジャン＝クロード・ヴァン・ダムが自らを演じたセルフ・パロディ映画である。当時の自身の低迷ぶりを積極的に映画のネタとして取り入れており、随所に自虐的なギャグが散りばめられている。

## あらすじ
かつて人気アクション・スターだった男、ジャン＝クロード・ヴァン・ダム。しかし、最近の出演作はビデオスルーばかり、以前ハリウッド・デビューを手助けしたジョン・ウーには冷たく扱われ、再起をかけてなんとかものにした大作アクション映画の主役も、土壇場になってスティーヴン・セガールに横取りされる始末。
48歳を迎えてアクションにキレがなくなり、体力的にもそろそろアクション一筋では難しくなりつつあったが、かといって他ジャンルへの転身も難しい。キャリアの低迷は私生活にも影響し、金銭トラブルに巻き込まれた上、親権争いにも敗れるなど絶不調。疲れ果てたヴァン・ダムは心の傷を癒そうと祖国ベルギーへ帰郷する。
落ち目の彼だったが、ベルギーにおける人気は今も健在で、故郷の人々は彼をヒーローとして温かく迎えてくれるのだった。帰郷中のある日、彼は養育費を振り込みに立ち寄った郵便局で強盗事件に巻き込まれ、しかも、金に困った彼が事件を起こした事にされてしまう。

## キャスト
JCVD
演 - ジャン＝クロード・ヴァン・ダム、日本語吹替 - 山野井仁
ジャン＝クロード・ヴァン・ダム。かつては超売れっ子だったが、今では落ち目のアクション俳優。大作映画の話も無く、主演作はビデオスルーばかり。久々に主演するはずだった大作『紫の魔よけ』もスティーヴン・セガールに取られてしまった。さらには親権をめぐって妻と裁判でも劣勢で、疲れきっていた。傷心旅行に故郷のベルギーを訪れるが、今度は金を下ろそうとした郵便局が強盗にあっており、おまけに強盗の主犯に間違えられる。終盤、背景が切り替わり、この映画の世界のヴァン・ダムが現実世界のヴァン・ダムへと思しきメッセージを言うシーンがある。
ブルージュ警視
演 - フランソワ・ダミアン、日本語吹替 - 咲野俊介
気の短い強盗
演 - ジネディーヌ・スアレム、日本語吹替 - 後藤哲夫
郵便局を襲った強盗団の１人。郵便局を襲ったは良いが、その後は全然上手くいかず、機嫌を損ねていた。相手がヴァン・ダムだろうとお構いなしで暴力を振るった。交渉のために丸腰になって防弾チョッキすら身に着けていない状態で近寄ってきた警官に向かって何発も銃を乱射したり、事あるごとに銃を振り回す危ない男。リーダーの指示やヴァン・ダムの提案にとにかく反発し、強盗も逃走も彼の短気が原因で失敗した。最期は後述の警備員姿の強盗と口論になり、彼の母親を侮辱したために額を至近距離で打ち抜かれ死亡した。
警備員姿の強盗
演 - カリム・ベルカドラ、日本語吹替 - ふくまつ進紗
強盗団の１人、ヴァン・ダムのファンで、彼に咥えたタバコを蹴り落とす曲芸を頼んだり、人質であるはずの彼にとても良くしてくれた。タバコの曲芸に彼も挑戦したが、足が上がらず、タバコを咥えた青年の体を蹴飛ばしてしまった。先述の気の短い強盗と口論の末に撃ち殺してしまった事や、包囲されて脱出が不可能な事を悟った事で、ヴァン・ダムが止めても「刑務所にだけは入りたくない」と言い、拳銃で自殺してしまう。
中年の強盗
演 - ジャン＝フランソワ・ウォルフ
強盗団のリーダーだが、先述の短気な強盗に振り回されて、ほとんど仕切れていない。最後はヴァン・ダムを盾にし、逃走を図るが、ヴァン・ダムが自力で拘束を脱した事で待機していた警官隊に取り押さえられ逮捕された。
- 予告編ナレーション：若本規夫

## スタッフ
- 監督・脚本: マブルク・エル・メクリ
- 音楽: ガスト・ワルツィング
- セレブレーション: フレデリック・ベヌティ
- 撮影監督: ピエール＝イヴ・バスタール
- カメラ: パトリック・ドゥ・ランテール
- 美術: アンドレ・フォンスニー
- 編集: カコ・ケルバー
- 録音: フィリップ・コーン、パトリス・グリソレ、トーマ・ゴデ
- 音楽監修: ヴェルダ・カコン
- 助監督: マニュー・カマンダ
- キャスティング: フランソワーズ・メニドレイ
- プロダクションマネージャー: フィリップ・デムーラン、ベルナール・セイツ、ブリジット・ケルゲール＝サントス、ヴァンサン・カナール
- 製作総指揮: ジャン＝クロード・ヴァン・ダム、マルク・フィスツマン
- 共同製作: ジャニ・チルトゥゲス、パトリック・キネ、アルレット・ジルベルベルグ
- ラインプロデューサー: シドニー・デュマ